# Уайандот (округ)
Округ Уайандот (англ. Wyandot County) располагается в штате Огайо, США. Официально образован в 1845 году. По состоянию на 2010 год, численность населения составляла 22 615 человек.

## География
По данным Бюро переписи США, общая площадь округа равняется 1 055,556 км2, из которых 1 053,768 км2 суша и 1,787 км2 или 0,170 % это водоёмы.

## Население
По данным переписи населения 2000 года в округе проживает 22 908 жителей в составе 8 882 домашних хозяйств и 6 270 семей. Плотность населения составляет 22,00 человека на км2. На территории округа насчитывается 9 324 жилых строений, при плотности застройки около 9,00-ти строений на км2. Расовый состав населения: белые — 97,91 %, афроамериканцы — 0,14 %, коренные американцы (индейцы) — 0,08 %, азиаты — 0,50 %, гавайцы — 0,00 %, представители других рас — 0,74 %, представители двух или более рас — 0,62 %. Испаноязычные составляли 1,46 % населения независимо от расы.
В составе 33,10 % из общего числа домашних хозяйств проживают дети в возрасте до 18 лет, 57,90 % домашних хозяйств представляют собой супружеские пары проживающие вместе, 9,20 % домашних хозяйств представляют собой одиноких женщин без супруга, 29,40 % домашних хозяйств не имеют отношения к семьям, 25,40 % домашних хозяйств состоят из одного человека, 11,70 % домашних хозяйств состоят из престарелых (65 лет и старше), проживающих в одиночестве. Средний размер домашнего хозяйства составляет 2,53 человека, и средний размер семьи 3,03 человека.
Возрастной состав округа: 25,80 % моложе 18 лет, 8,20 % от 18 до 24, 27,90 % от 25 до 44, 22,70 % от 45 до 64 и 22,70 % от 65 и старше. Средний возраст жителя округа 37 лет. На каждые 100 женщин приходится 95,10 мужчин. На каждые 100 женщин старше 18 лет приходится 92,50 мужчин.
Средний доход на домохозяйство в округе составлял 38 839 USD, на семью — 45 173 USD. Среднестатистический заработок мужчины был 31 716 USD против 22 395 USD для женщины. Доход на душу населения составлял 17 170 USD. Около 3,80 % семей и 5,50 % общего населения находились ниже черты бедности, в том числе — 5,20 % молодежи (тех, кому ещё не исполнилось 18 лет) и 5,10 % тех, кому было уже больше 65 лет.